# 戴維冰原島峰
72°58′S 74°52′E / 72.967°S 74.867°E
戴維冰原島峰（英語：Davey Nunataks），是南極洲的冰原島峰，位於伊麗莎白公主地，處於哈丁山西南面6公里，屬於格羅夫山脈的一部分，澳大利亞探險隊根據空中照片繪入地圖，現時由南極條約體系管理。